# Acanthocheila exquisita
Acanthocheila exquisita är en insektsart som beskrevs av Philip Reese Uhler 1889. Acanthocheila exquisita ingår i släktet Acanthocheila och familjen nätskinnbaggar. Inga underarter finns listade i Catalogue of Life.